# フランカヴィッラ・アル・マーレ
フランカヴィッラ・アル・マーレ（イタリア語: Francavilla al Mare）は、イタリア共和国アブルッツォ州キエーティ県にある、人口約26,000人の基礎自治体（コムーネ）。

## 地理

### 位置・広がり

#### 隣接コムーネ
隣接するコムーネは以下の通り。括弧内のPEはペスカーラ県所属を示す。
- キエーティ
- ミリアーニコ
- オルトーナ
- ペスカーラ (PE)
- リーパ・テアティーナ
- サン・ジョヴァンニ・テアティーノ
- トッレヴェッキア・テアティーナ

## 行政

### 分離集落
フランカヴィッラ・アル・マーレには、以下の分離集落（フラツィオーネ）がある。
- Arenaro, Cese, Cetti San Biagio, Coderuto, Fontechiaro, Piane, Piane di Vallebona, Piattelli, Pretaro, Quercia Notar Rocco, San Giovanni, Santa Cecilia, Setteventi, Torre Galasso, Villanesi

## 文化・観光
「スローシティ」加盟都市である。 ミケッティ美術館がある。